# Onze-Lieve-Vrouwekerk (Schore)

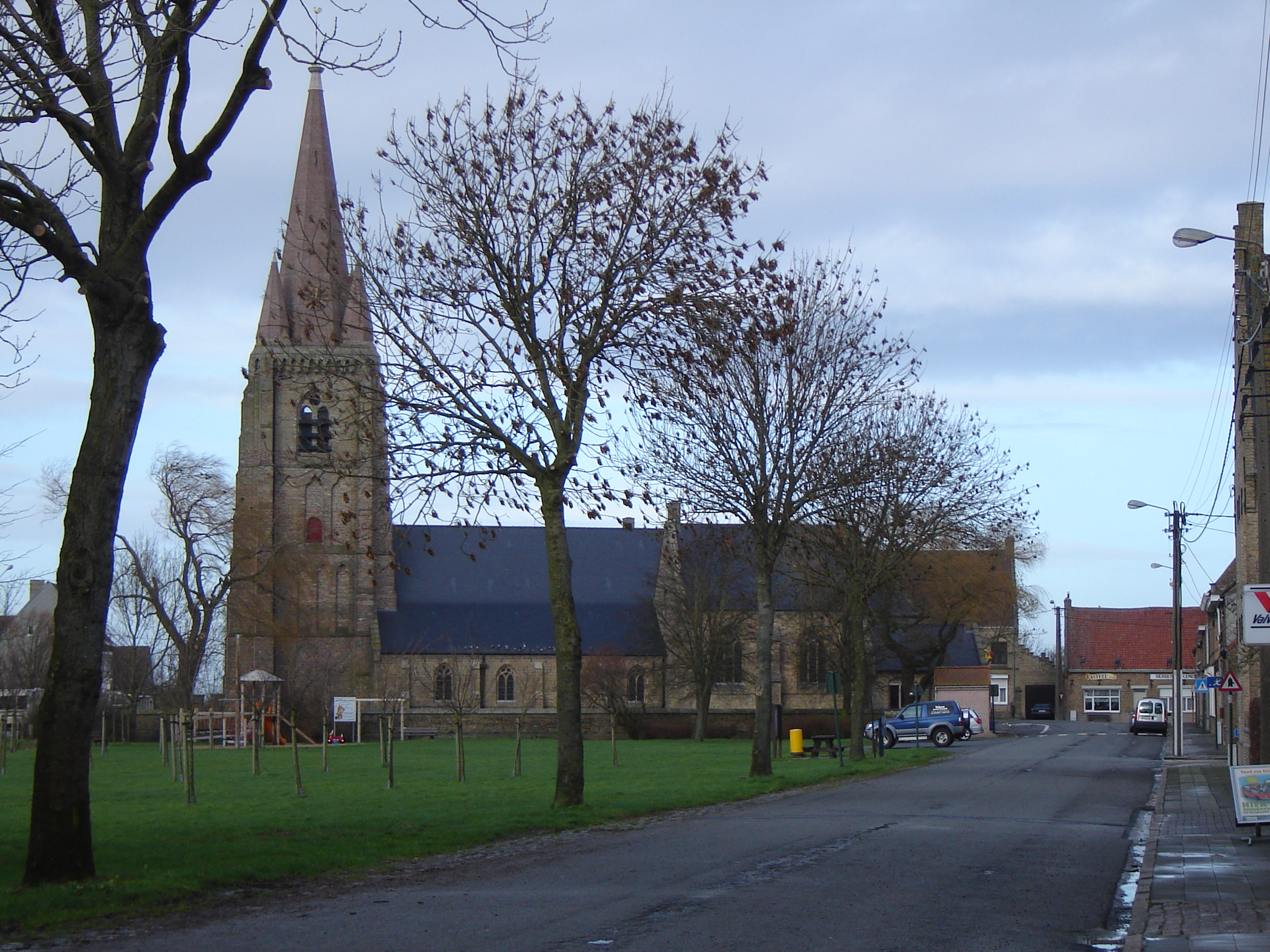
Onze-Lieve-Vrouwekerk

De Onze-Lieve-Vrouwekerk is de parochiekerk van het tot de West-Vlaamse gemeente Middelkerke behorende dorp Schore, gelegen aan de Schorestraat.

## Geschiedenis
Een romaans-gotisch kerkgebouw werd tijdens de Eerste Wereldoorlog verwoest. Naar ontwerp van Théodore Raison werd in 1922 de kerk herbouwd.
In 1996 werd de kerk door brand geteisterd, waarna de kerk hersteld werd. Een beschadigde klok en een beschadigd Sint-Blasiusbeeld herinneren nog aan deze ramp.

## Gebouw
Het betreft een gebouw in gele baksteen, waarvan het schip een brede middenbeuk en smallere zijbeuken bezit. De voorgebouwde westtoren wordt gestut door steunberen en heeft vier geledingen en vier hoekpinakels.
Het interieur wordt overwelfd door houten spitstongewelven. Het meubilair heeft kenmerken van de art-deco-stijl.